# Sebastes scythropus
Sebastes scythropus és una espècie de peix pertanyent a la família dels sebàstids i a l'ordre dels escorpeniformes.

## Descripció
Fa 25 cm de llargària màxima. 13 espines i 13 radis a l'aleta dorsal. 3 espines i 6 radis a l'aleta anal. 8+8 radis a les aletes pectorals. 31 escates i 28 porus a la línia lateral. Ulls força grans, arrodonits i més propers a l'extrem del musell que de la vora posterior de l'opercle. Àrea interorbitària convexa. Boca obliqua. Dents a les mandíbules, al vòmer i als palatins. Branquiespines allargades i esveltes. Cap amb força espines i cobert completament d'escates. Espines nasals ben desenvolupades. Preorbitari amb 2 espines fortes dirigides cap avall. Preopercle amb 5 espines grans (les 3 superiors -de les quals la segona és la més allargada- es projecten cap enrere, mentre que les dues inferiors ho fan cap avall i cap enrere). 2 grans espines planes a la part superior de l'opercle. Mandíbula inferior, maxil·lar i àrea preorbitària amb escates molt petites. Aletes dorsal, anal, caudal i ventrals amb escates petites, les quals s'estenen gairebé fins als extrems de les espines i dels radis. Aletes pectorals amb menys densitat d'escates. Totes les escates són ctenoides, llevat de les de les aletes i les dels radis branquiòstegs. Vora de l'aleta caudal còncava. Els espècimens conservats en alcohol són clars, amb taques en forma de núvols marronosos i de forma irregular. Part superior de l'opercle amb un marró més fosc que el de la resta del cos. Franja fosca a la part posterior dorsal del peduncle caudal.

## Reproducció
És de fecundació interna i vivípar.

## Alimentació
El seu nivell tròfic és de 3,63.

## Hàbitat i distribució geogràfica
És un peix marí i batidemersal (entre 150 i 300 m de fondària), el qual viu al Pacífic nord-occidental: el Japó (com ara, la badia de Sagami i la prefectura de Kanagawa).

## Observacions
És inofensiu per als humans i el seu índex de vulnerabilitat és de moderat a alt (49 de 100).